# Ultimate Diamond
Ultimate Diamond es el séptimo álbum de estudio de la seiyū y cantante japonesa Nana Mizuki que fue lanzado el 3 de junio de 2009. Fue lanzado en 2 ediciones: una edición regular solo con CD y una edición limitada con CD+DVD. La primera edición del álbum tiene un folleto de 44 páginas. La edición limitada del álbum incluye un DVD de un concierto en el Shinjuku Koma Theater el 11 de octubre de 2008. En el concierto, ella cantó dos canciones enka: "Yozakura Oshichi" de Fuyumi Sakamoto y "Kawachi Otoko Bushi" de Mitsuko Nakamura. 
El DVD de la edición limitada incluye las dos canciones. El álbum alcanzó el puesto número uno en el Oricon weekly albums charts para la semana del 15 de junio de 2009, y se convirtió en el primer álbum de un seiyū en lograr esa hazaña desde la creación del Oricon.

## Lista de pistas
| N.º   | Título                                                               | Letras          | Música                              | Escritor(es)                                         | Duración |  |
| 1.    | «MARIA&JOKER»                                                        | Hibiki          | Noriyasu Agematsu (Elements Garden) |                                                      | 4:12     |  |
| 2.    | «Etsuraku Camellia (悦楽カメリア?)»                                  | Nana Mizuki     | Shogo Ohnishi                       |                                                      | 3:49     |  |
| 3.    | «PERFECT SMILE»                                                      | Hiroyuki Ito    | Hiroyuki Ito                        | Hiroyuki Ito                                         | 3:47     |  |
| 4.    | «Trickster»                                                          | Nana Mizuki     | Noriyasu Agematsu (Elements Garden) |                                                      | 3:47     |  |
| 5.    | «Mr.Bunny!»                                                          | SAYURI          | Mitsuru Wakabayashi                 |                                                      | 4:33     |  |
| 6.    | «Chinmoku no Kajitsu (沈黙の果実?)»                                  | Shihoi          | Shihoi                              | Shihoi                                               | 3:52     |  |
| 7.    | «Brand New Tops»                                                     | Yūmao           | Tomoya Miyabi                       |                                                      | 4:34     |  |
| 8.    | «Shounen (少年?)»                                                    | Toshirou Yabuki | Toshirou Yabuki                     | Toshirou Yabuki, Tsutomu Ouhira                      | 4:42     |  |
| 9.    | «Gimmick Game»                                                       | Hibiki          | Junpei Fujita (Elements Garden)     |                                                      | 4:22     |  |
| 10.   | «Dancing in the velvet moon»                                         | Nana Mizuki     | Noriyasu Agematsu (Elements Garden) | Noriyasu Agematsu, Masato Nakayama (Elements Garden) | 4:32     |  |
| 11.   | «Ray of change»                                                      | Kazunori Saita  | Kazunori Saita                      | Kazunori Saita                                       | 4:22     |  |
| 12.   | «Shin'ai (深愛?)»                                                    | Nana Mizuki     | Noriyasu Agematsu (Elements Garden) | Nana Mizuki Kouichiro Takahashi Noriyasu Agematsu    | 4:55     |  |
| 13.   | «Aoki Hikari no Hate -Ultimate Mode- (蒼き光の果て-ULTIMATE MODE-?)» | Junko Tsuji     | Shunsuke Matsui                     | Junko Tsuji Shunsuke Matsui Hitoshi Fujima           | 4:27     |  |
| 14.   | «Astrogation»                                                        | Hibiki          | Jun Suyama                          | Hibiki Jun Suyama                                    | 4:33     |  |
| 15.   | «Yume no Tsuzuki (夢の続き?)»                                        | Nana Mizuki     | Nana Mizuki                         | Nana Mizuki Junpei Fujita (Elements Garden)          | 5:16     |  |
| 65:26 |                                                                      |                 |                                     |                                                      |          |  |

## Listas
| Lista                | Máxima posición | Ventas  | Tiempo en lista |
| -------------------- | --------------- | ------- | --------------- |
| Oricon Weekly Albums | #1              | 104.902 | 16 semanas      |